# Via ferrata Burrone Giovanelli
Il sentiero attrezzato Burrone Giovanelli (anche noto come burrone di Mezzacorona) è una via ferrata che fu costruita nel 1906 e poi dedicato a Tullio Giovanelli nel 1941, quale promotore dell'opera, patriota giudicariese e medico di Mezzocorona.

## Caratteristiche

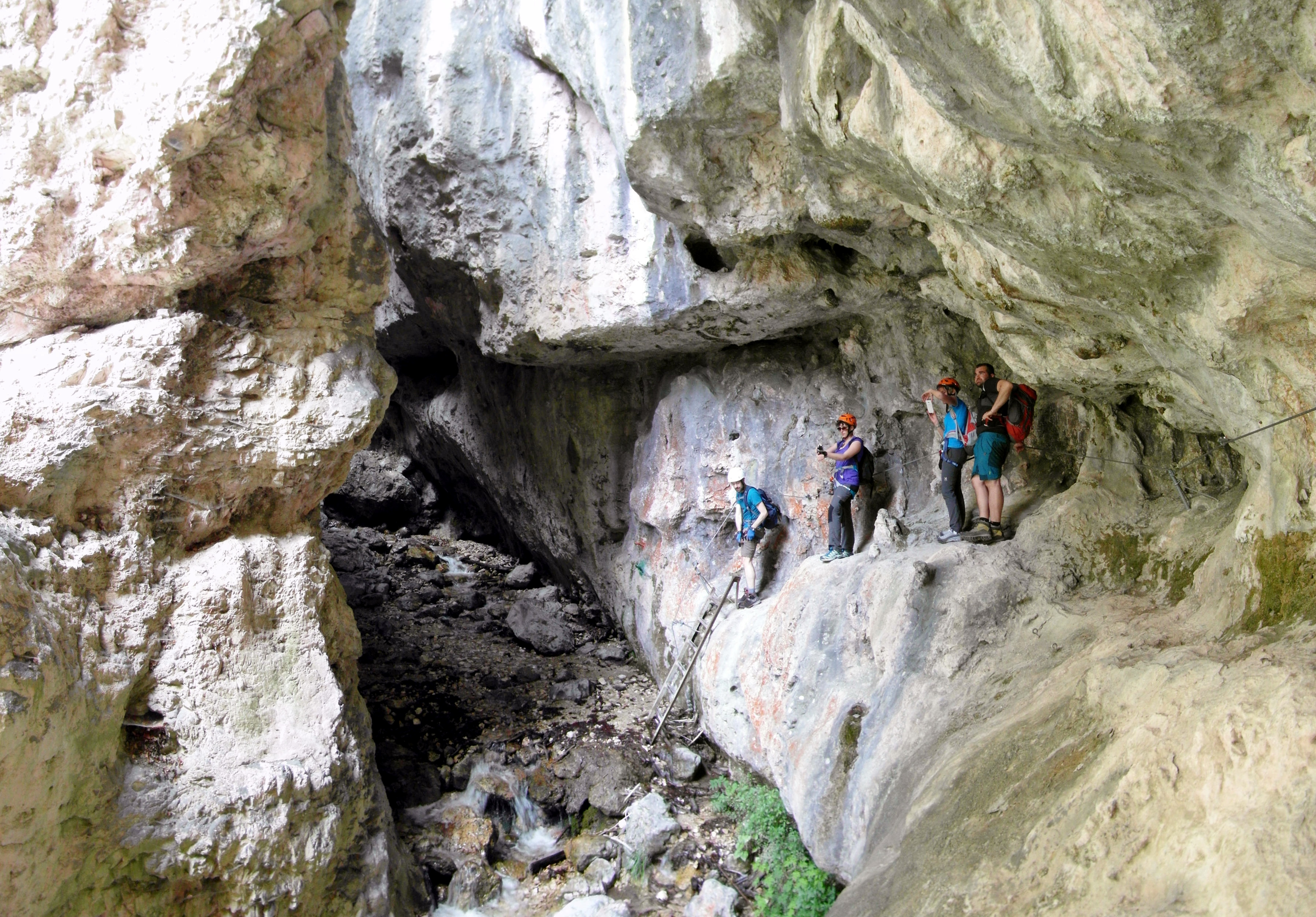
L'ingresso nella forra

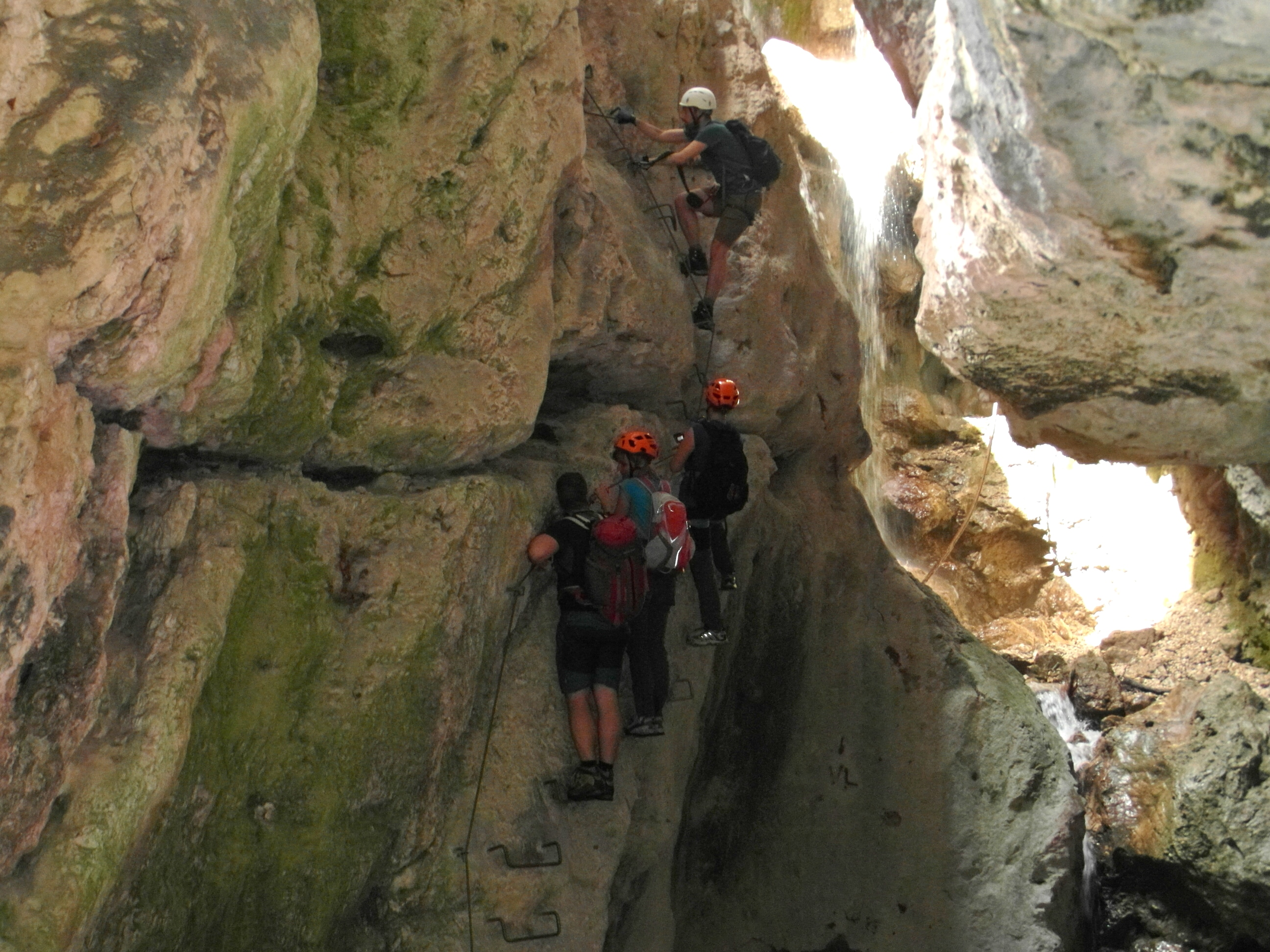
Altro passaggio

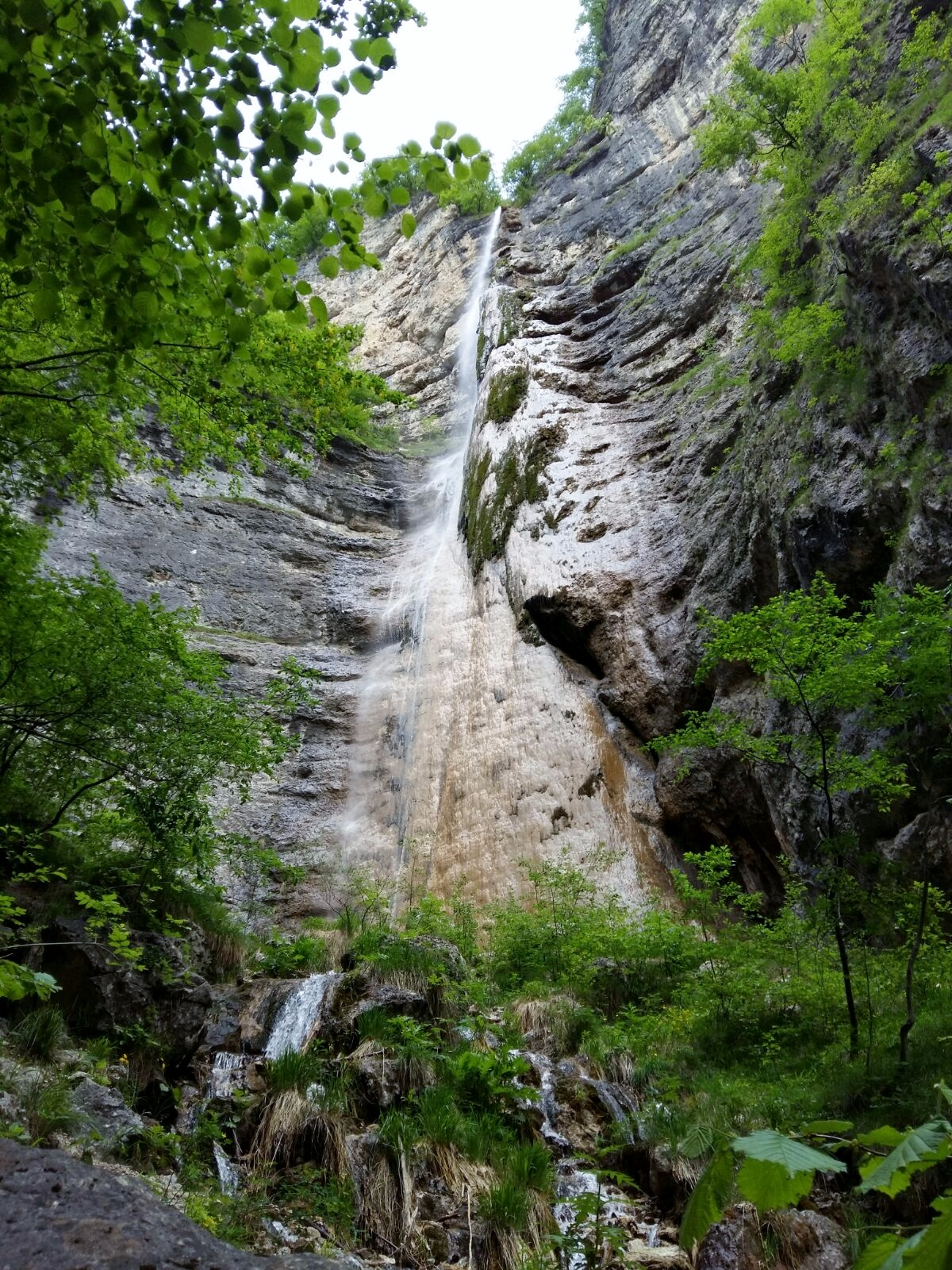
La cascata che si incontra appena fuori dal burrone

- Difficoltà: è una via ferrata facile ma alcuni punti sono scivolosi e quasi sempre bagnati. La parte su roccette non è consigliabile nelle giornate estive calde
- Punto di partenza: località Ischia di Mezzocorona (230 m)
- Punto di arrivo: Bait dei Manzi (circa 850 m)
- Dislivello: 700 m
- Durata: circa 3 ore (ferrata circa 1,5 ore intervallata da tratti non attrezzati)
- Periodo: primavera - autunno
- Frequentazione: alta nei festivi - medio bassa nei restanti giorni

## Descrizione
La via ferrata è considerata facile ma è sicuramente impegnativo il dislivello. Dopo aver parcheggiato l'auto in località Ischia di Mezzocorona (circa 2,5 km a nord dell'abitato nei pressi del laghetto pescatori) in pochi minuti si raggiunge l'attacco della ferrata (seguire il bivio a sinistra), alla base di una bella prima cascata. Si sale, mediante due scale, la parete che si presenta subito verticale. Questo primo tratto esposto può essere evitato seguendo il più facile accesso di destra. Le successive balze rocciose si superano in parte su gradoni naturali ed in parte su scale di ferro. Le ripide rocce dello zoccolo, parzialmente coperte di piante, offrono lo spunto all'osservazione del fenomeno erosivo dell'acqua e degli agenti atmosferici mentre, a fianco una cascata che precipita per 200 m dall'ingresso del burrone.
Alla quota di 430 m si entra in una bellissima galleria, aperta su un lato; all'inizio è posizionata la lapide in ricordo del creatore del percorso. Si passa quasi carponi e si entra nell'antro formato dal torrente che nel tempo ha scavato la roccia; quindi si scende, mediante una scaletta, nel greto. Le pareti formano un'alta volta, in cui il sole riesce a penetrare solo per pochi minuti al giorno. Mediante varie scale si sale nella semioscurità, all'interno della forra fino a circa 630 m. Lo stretto letto del torrente è fiancheggiato da elevate pareti rocciose. Dopo un paio di anse si intravedono spiazzi e vegetazione. Poco più su, la valle si allarga e si esce nel verde. Costeggiando il torrente si arriva presto alle ultime scale. Poi il sentiero si addentra in un bosco misto ricco di tassi.
L'itinerario supera quindi il solco della “Val del Bus” e raggiunge la strada forestale presso il “Bait dei Manzi”.
Dopo è possibile rientrare a Mezzocorona seguendo prima la strada forestale verso la località Monte e poi utilizzando la funivia Mezzocorona-Monte che con un balzo di oltre 600 m su unica campata porta all'abitato. In alternativa è possibile utilizzare il sentiero 504, panoramico sulla valle dell'Adige, che in 1,5 ore di discesa su roccette porta alla base della funivia. Da qui bisogna poi raggiungere l'auto lasciata in località Ischia (circa 2,5 km).
Un'ulteriore possibilità di rientro consiste nel percorrere la forra in discesa seguendo la via tracciata dall'acqua.
Si utilizzano le tecniche del canyoning.
Il percorso è attrezzato con le catene (armi) indispensabili per questo tipo di progressione, il salto più alto è 35 metri.